# Église Saint-Pastour de Saint-Pastour
L'église Saint-Pastour est une église catholique située à Saint-Pastour, en France.

## Localisation
L'église Saint-Pastour est située à Saint-Pastour, dans le département français de Lot-et-Garonne, .

## Historique
L'église actuelle a été construite à proximité des anciens remparts sud après la fin de la guerre de Cent Ans, à la fin du XVe siècle.
Comme le prouve une inscription gravée sur la clé de voûte de la première travée de la nef - l'an MDII fut terminée l'esglize et le couvert de la voûte - l'église a été terminée au début du XVIe siècle, contrairement à l'avis de Georges Tholin.
Probablement, ces travaux ont consisté à reprendre complètement la structure médiévale de l'édifice qui a alors été partiellement conservée mais que le maître d'œuvre a rendu homogène. La chapelle sud-est est peut-être une adjonction de cette campagne de travaux ainsi que la tour avec l'escalier à vis accolée à la chapelle sud-ouest.
Un portail de style Renaissance est ajouté vers 1530.
En 1833, un certain Garrouty établit un devis pour des travaux sur diverses parties de l'église. Les voûtes du chœur et le mur du chevet menacent de s'effondrer. Les travaux sont terminés en 1836 par l'entrepreneur Costes.
L'édifice est inscrit au titre des monuments historiques le 7 janvier 1926,.

## Dimensions principales
- Longueur totale dans œuvre : 21,10 m ;
- longueur des bras du transept : 16 mètres ;
- largeur de l'abside et de la nef : 8,70 m ;
- hauteur des voûtes du grand vaisseau, 10,10 m ;
- hauteur des voûtes des croisillons : 5,10 m ;
- hauteur de la tour : 17,50 m.